# Thanawat Suengchitthawon
Thanawat Suengchitthawon (ur. 8 stycznia 2000 w Suphan Buri) – tajlandzki piłkarz francuskiego pochodzenia występujący na pozycji pomocnika w angielskim klubie Leicester City oraz w reprezentacji Tajlandii. Wychowanek AS Neunkirch, w trakcie swojej kariery grał także w AS Nancy. Młodzieżowy reprezentant Francji.